# Barent Fabritius
Barent Fabritius (getauft am 16. November 1624 in Middenbeemster; † vor dem 20. Oktober 1673 in Amsterdam; eigentlich Barent Pietersz. Fabritius) war ein holländischer Maler.

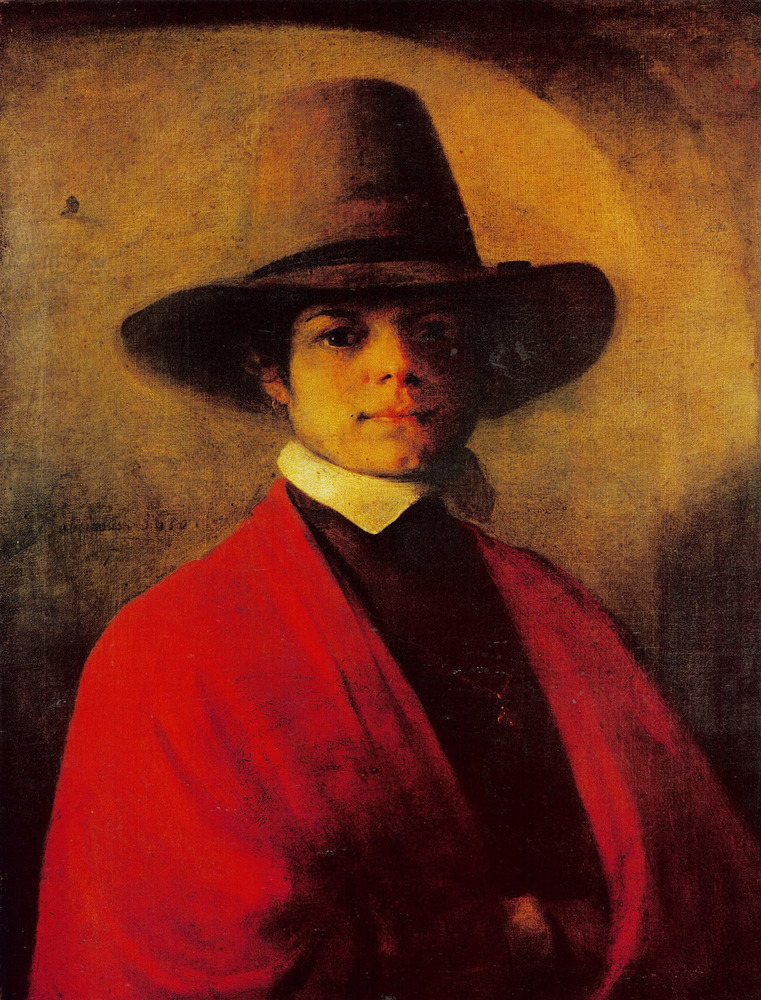
Barent Fabritius: Selbstporträt, 1650 (Städel Museum, Frankfurt a. M.)

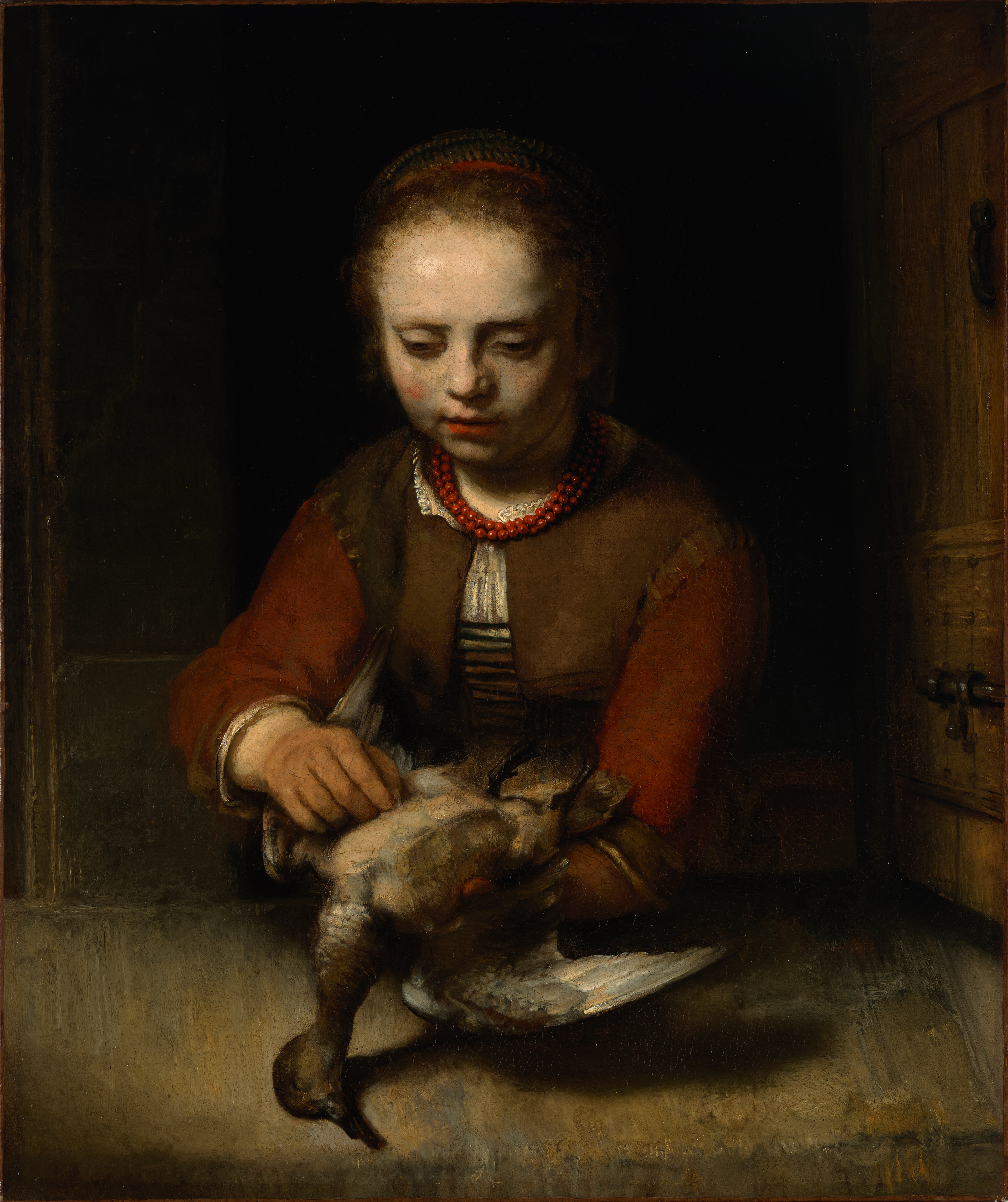
Mädchen beim Entenrupfen

## Leben und Werk
Sohn von Pieter Carelsz. gen. Fabritius und Barbertje Barentsdr van der Maes. Bruder von Carel Fabritius und Johannes Fabritius. Barent ist nicht identisch mit dem bereits 1623 geborenen Barent, der vermutlich recht bald verstorben ist.
Wie bereits sein Bruder Carl, dürfte auch Barent durch seinen Vater an die Malerei herangeführt worden sein. Vermutlich gegen 1643 folgte er dem Bruder nach Amsterdam, um dort mit Rembrandt in Kontakt zu treten. Ob er allerdings dessen Schüler wurde, ist nicht belegt. Der Umstand, dass Barent anscheinend schon kurz darauf wieder in Middenbeemster weilte, spricht eher dagegen. Dennoch scheint er mit Rembrandt, vielleicht über seinen Bruder, in Verbindung gestanden zu haben, denn seine frühen Gemälde belegen einen deutlichen Einfluss durch diesen. Erst für 1647 lässt sich ein weiterer Aufenthalt in Amsterdam nachweisen, wo er ab spätestens 1650 als selbständiger Maler dokumentiert ist. Am 18. August 1652 heiratete er in Middenbeemster die aus Delft stammende Catharina Mussers.
Etwa zur gleichen Zeit begann sich Barent immer mehr vom alleinigen Einfluss durch Rembrandt zu lösen und näherte sich mehr dem neuen Stil seines Bruders an, ohne diesen zu erreichen. In der Folge erscheinen die meisten seiner Werke wie ein Bindeglied zwischen Rembrandt und Jan Vermeer. In der Mitte der 50er Jahre knüpfte er neue Kontakte nach Leiden, wo er 1656 den Stadtbaumeister Willem Leendertsz. van der Helm porträtierte. Dieses einträgliche Auftragswerk veranlasste ihn offensichtlich, dort hinzuziehen, denn im Jahre 1657 unterzeichnete er dort einen dreijährigen Mietvertrag. Dennoch wird er erst im Mai des Folgejahres Mitglied der dortigen Lukasgilde. Schon 1658 verlässt er Leiden wieder und hält sich abwechselnd in Middenbeemster und Amsterdam auf. Trotzdem hält er seine Leidener Kontakte aufrecht und wird 1661 für eine Auftragsarbeit für die dortige Lutherische Kirche bezahlt. 1663 folgte noch einmal ein kurzer Aufenthalt in Leiden, bevor er sich abermals in Middenbeemster niederließ, wo er mindestens bis 1669 verblieb. Danach zog er abermals nach Amsterdam, wo er am 20. Oktober 1673 auf dem Leidse Kerkhof beigesetzt wurde. Er hinterließ sechs Kinder.

## Ausgewählte Werke
- Amsterdam, Rijksmuseum
  - Familienbildnis des Willem van der Helm mit seiner Frau und seinem Sohn. 1656
  - Der verlorene Sohn.
  - Der Pharisäer und die Öffentlichkeit.
  - Lazarus und der arme Mann.
  - Kolonnade mit Blick auf einen Park. (zugeschrieben)
- Berlin, Gemäldegalerie
  - Das geschlachtete Schwein. 1656
- Braunschweig, Herzog Anton Ulrich-Museum
  - Petrus im Hause des Cornelius. 1653
- Bremen, Kunsthalle Bremen
  - Die Sitzung beim Doktor. 1672
- Dallas, Dallas Museum of Arts
  - Mädchen beim Entenrupfen.
- Dresden, Gemäldegalerie Alte Meister
  - Eine junge, sich schmückende Frau.
- Frankfurt am Main, Städelsches Kunstinstitut
  - Bildnis eines jungen Mannes (Selbstbildnis?). 1650
  - Die Geburt Johannes des Täufers. Um 1660–1669
- Innsbruck, Landesmuseum Ferdinandeum
  - Tobias und seine Frau. um 1654
- Kapstadt, Collection Lycett Green
  - Der Centurio Cornelius wird von Petrus nach Joppe gesandt. Um 1660
- Kassel, Gemäldegalerie Alte Meister
  - Merkur schläfert Argus durch Flötenspiel ein. 1662
- London, National Gallery
  - Die Namensgebung Johannes des Täufers. Um 1650/55
  - Die Anbetung der Hirten. 1667
- New York, Metropolitan Museum of Art
  - Hagar und Ismael.
- Paris, Musée National du Louvre
  - Der Maler in seinem Atelier. Um 1655
- Rotterdam, Museum Boymans-van Beuningen
  - Frau mit Wickelkind. um 1646
  - Das geschlachtete Schwein.
- San Francisco, Fine Arts Museum
  - Die Verstoßung von Hagar und Ismael. Um 1650 – 1660
- St. Petersburg, Eremitage
  - Ruth und Boas. 1660
- Turin, Galleria Sabauda
  - Die Verstoßung der Hagar.
- Wien, Gemäldegalerie der Akademie der bildenden Künste
  - Selbstbildnis als Hirte. 1654–1656
- York, City Art Gallery
  - Der Centurio Cornelius sendet einen Boten an den Apostel Petrus. Um 1650